# Martí Galindo i Girol
Martí Galindo i Girol (Barcelona, 21 de maig de 1937 - 3 de març de 2019) fou un actor i regidor de teatre, que es va fer especialment conegut al programa de Xavier Sardà Crónicas marcianas.

## Biografia
Va viure una infància difícil a causa del seu naixement prematur, amb un pes d'1,7 kg, inferior al considerat necessari per sobreviure. Per mantenir-lo en vida, en un moment en què encara no hi havia incubadores, durant setmanes va estar embolicat en mantes i bosses d'aigua calenta en una caixa de gasoses.

## Trajectòria
En teatre, amb motiu de la seva curta estatura normalment interpretava papers de nen. A l'octubre del 1963 va debutar amb El hombre, la bestia y la virtud de Luigi Pirandello, estrenat al teatre Calderón de Barcelona per la companyia d'Alejandro Ulloa. El 1985 va participar en La desaparició de Wendy de Josep Maria Benet i Jornet, estrenada a la sala Villarroel de Barcelona. També actuà, el 1991, a Snoopy (musical), amb direcció de Ricard Reguant.
A la dècada del 1980 va aparèixer breument a la televisió el 1986 al programa Planeta imaginario de TVE interpretant a Morgan, el vampir que menjava llibres, i també en el programa Ahí te quiero ver, presentat per Rosa Maria Sardà. En aquest últim programa va ser on va conèixer Xavier Sardà, amb qui treballaria estretament durant anys.
Va formar part del programa Crónicas marcianas des de l'inici el 1997, fins a la seva sisena temporada, el 2002, dos anys abans que el programa desaparegués. Al Crónicas va compartir plató amb Boris Izaguirre, Carlos Latre, Fernando Ramos i Rosario Pardo. Al programa el personatge del senyor Galindo oferia un contrapunt humorístic al presentador del programa, que es convertí en un dels més reeixits de la història de la televisió espanyola. Des que provà l'èxit a la televisió deixà el teatre en un segon terme, i quan deixà el programa, amb 65 anys, també es retirà de la vida pública, amb l'excepció de petites col·laboracions a Qué tiempo tan feliz o La noria.
El 1997 va rebre el TP d'Or com a personatge Revelació.